# Herman Storm
Herman Storm är en äventyrsserie producerad för den svenska Fantomen-tidningen sedan 1990. Den skapades av den norske författaren Eirik Ildahl och den franske tecknaren Jean-Yves Mitton. 
Huvudpersonen är den svenske reportern Herman Storm som råkar ut för äventyr över hela världen. De utspelar sig ofta i politiskt aktuella områden, men Ildahls manus blandar realismen med en stor dos absurditeter och humor.
Varje äventyr är drygt 60 sidor och delades upp i flera delar vid publicering i Fantomen. Efter fem äventyr lämnade Mitton serien. Ny tecknare blev Enrique Villagrán som även han tecknade fem äventyr; det sista publicerades 2001.

## Utgivning
- "De dödas arme", Fantomen nr 17, 19 & 21/1990
- "Det ensamma ögat", Fantomen nr 6, 8, 10 & 12/1991
- "Kaptens Brums vänner", Fantomen nr 4, 6 & 8/1992
- "Den blinda kristallfisken", Fantomen nr 23, 24 & 25/1992
- "Valrossens hemlighet", Fantomen nr 26/1993, 1 & 2/1994
- "Kvinnan med tusen ansikten", Fantomen nr 10–12/1995
- "De hjärtlösa", Fantomen nr 16–18/1997
- "Morgonstjärnans dödskyss", Fantomen nr 11–13/1998
- "Den kinesiska trollspegeln", Fantomen nr 5–7/2000
- "Testamentet", Fantomen nr 6–8/2001

 Artikeln var, i den version den hade den 22 januari 2006, helt eller delvis hämtad från Seriewikin (hos Seriefrämjandet): Herman Storm